# غالية الذرعاني
 يحتاج الى مناقشة

غالية يونس الذرعاني كاتبة و روائية ليبية  وأكاديمية ولدت سنة 1965 ،متحصلة على شهادة الماجستير في التاريخ الاسلامي  والدكتوراه في التاريخ الحديث والمعاصر،  بدأت الكتابة سنة 1986، الحائزة على  جائزة الطيب صالح عام 2020 عن فئة الرواية، وتحصلت على جائزة  الطيوب التشجيعية عام 2021.

## مؤلفاتها
- وعد بربيع آخر (قصص قصيرة) دار الفضيل، بنغازي 2009م.
- ثلج يحترق ( قصص قصيرة) وزراة الثقافة، 2013م.
- نزف (أقاصيص) دار مدارك ، المملكة العربية السعودية، 2017م.
- الحرائق في حدائق التفاح (رواية)، دار البيان، بنغازي 2019م.
- قوارير خاوية، رواية، دار الكون، طرابلس، 2021م.
- تسونامي، قصص قصيرة جداً، دار إمكان، طرابلس، 2022م.
- أم الزين، رواية، منشورات بلد الطيوب، طرابلس، 2022م.
- دوامات الزئبق (رواية) مكتبة الكون، طرابلس 2023م
- الحمام ليس للبيع (مجموعى قصصية) مكتبة الكون، طرابلس 2023م
- متاهة الحي الشرقي ( مجموعة قصصية) مكتبة الكون، 2023م